# Kazik na Żywo
Kazik na Żywo, również KNŻ i Kaenżet – polska grupa wykonująca muzykę z pogranicza rapcore i rocka.

## Historia
Pomysłodawcą zespołu był basista Michał Kwiatkowski, który zaproponował Kazikowi Staszewskiemu realizację koncertowej wersji solowego albumu wokalisty Kultu pt. Spalam się (1991). Zespół początkowo istniał pod nazwą Kazik, a jego skład uzupełnili gitarzysta Adam Burzyński i perkusista Kuba Jabłoński, zaś menedżerem został Paweł Walczak. Formacja początkowo grała numery ze Spalam się oraz utwory zagranicznych zespołów: Deep Purple, Black Sabbath i Led Zeppelin, a z czasem zaczęli pisać własne piosenki. Mimo że na pierwszych ośmiu koncertach zgromadzili kilkusetosobową widownię, po emisji w telewizji jednego z ich koncertów zawiesili działalność z powodu braku zainteresowania publiczności występami formacji. Najważniejszym koncertem na początku istnienia kapeli był występ podczas festiwalu w Sopocie w 1992.
W 1994 wydali album pt. Na żywo, ale w studio, który promowali singlem „Artyści”. Album początkowo nie sprzedawał się najlepiej. Tuż po nagraniu płyty z grupy odszedł Kuba Jabłoński, a nowym perkusistą został Tomasz Goehs, z którym wystąpili jako support przed koncertem Rage Against the Machine na warszawskim Torwarze. W 1995 w nowym składzie, uzupełnionym o gitarzystę Roberta „Litza” Friedricha, nagrali i wydali album pt. Porozumienie ponad podziałami.

W 1997 dołączyli do projektu Muzyka Przeciwko Rasizmowi, a ich utwór znalazł się na pierwszej składance Muzyka przeciwko rasizmowi firmowanej przez Stowarzyszenie „Nigdy Więcej”.

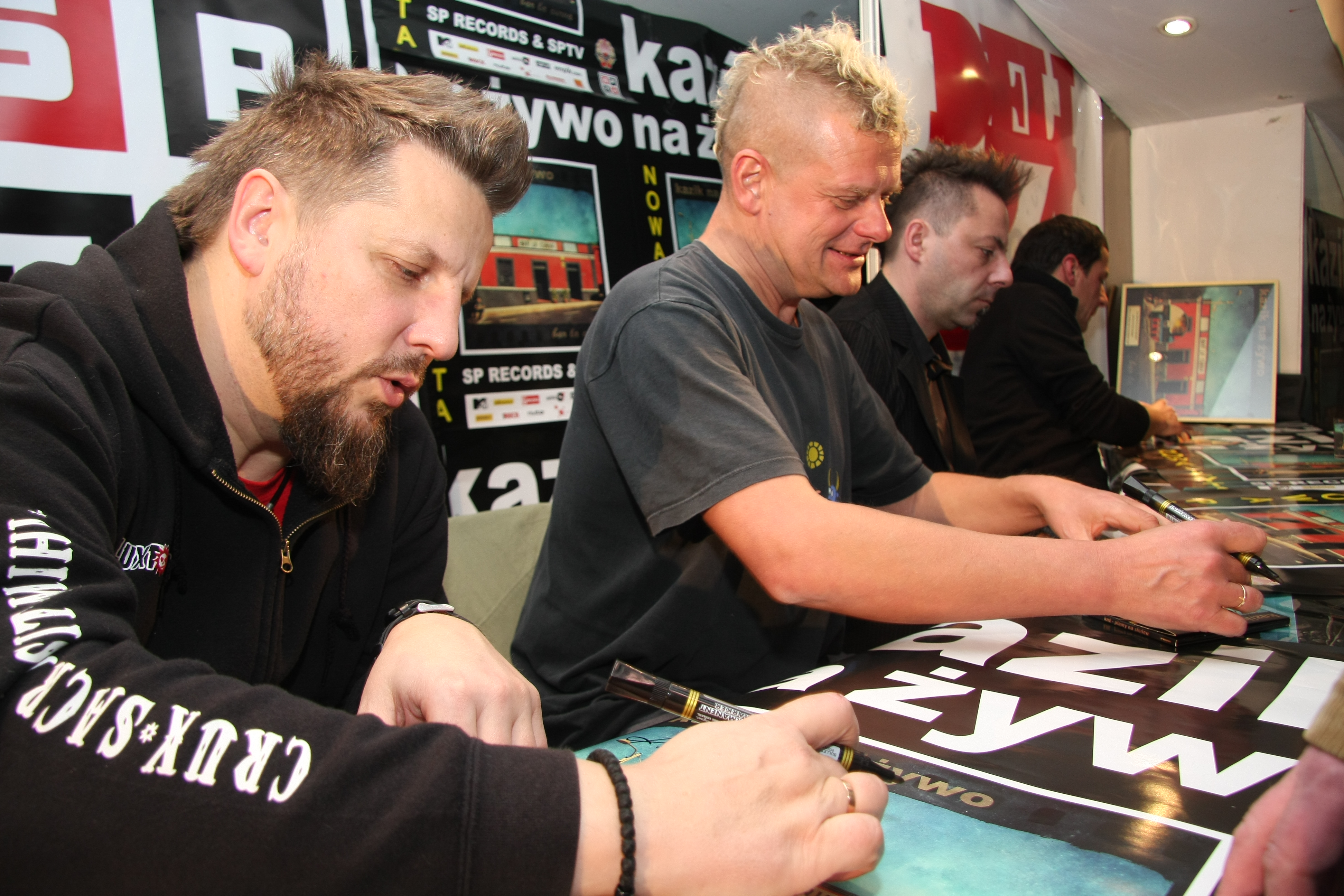
Od lewej Robert Friedrich, Kazik Staszewski i Adam Burzyński w czasie podpisywania płyty Bar La Curva / Plamy na słońcu w warszawskim Teatrze Rozmaitości 5 grudnia 2011

W 1999 wydali album pt. Las Maquinas de la Muerte. W połowie 2000 z zespołu odszedł Robert Friedrich, a jego miejsce zajął Olaf Deriglasoff. W 2002 wydali album pt. Występ, który stanowił podsumowanie ich dotychczasowej kariery koncertowej. W 2004 przerwali działalność, a ostatni koncert grupa zagrali 23 maja 2004 w Parku Skaryszewskim w Warszawie. Rok później menedżer zespołu, Piotr Wieteska założył zespół Buldog, do którego zaprosił byłych członków Kultu – Kazika Staszewskiego i Jacka Szymoniaka. Grupa, występująca jako Kazik & Buldog, na koncertach grała własne piosenki i najbardziej znane utwory Kazika Na Żywo.
Pod koniec maja 2008 muzycy podjęli decyzję o reaktywacji zespołu Kazik Na Żywo. Powrócili do składu z lat 1995–2000 (gitarzystą ponownie został Robert Friedrich), a pierwszy koncert po reaktywacji zagrali 14 lutego 2009 w toruńskim Studenckim Klubie Pracy Twórczej „Od Nowa”.
13 września 2011 poinformowali o rozpoczęciu nagrań nowej płyty pt. Bar La Curva / Plamy na słońcu, którą zarejestrowali w studiu RecPublica w Lubrzy. Album wydali 28 listopada nakładem wytwórni S.P. Records. W ciągu tygodnia od premiery odnotowano sprzedaż co najmniej 15 tys. egzemplarzy albumu, za co odebrali certyfikat złotej płyty.
8 listopada 2014 ogłosili na swojej oficjalnej stronie internetowej zakończenie działalności i rozpad zespołu w 2015. Ostatnią trasę koncertową, pod hasłem Ostatni koncert w mieście, zaplanowali na luty i marzec 2015. 19 sierpnia 2016 zagrali jedyny koncert w roku, w ramach Cieszanowskiego Rock Festiwalu (3x Kazik).
13 października 2018 w Poznaniu zagrali trzy utwory w ramach koncertu z okazji 50. urodzin „Litzy” w Poznaniu. Zespół wystąpił w składzie: Litza, Burza, Kwiatek i Goehs, a Kazik nie wystąpił z zespołem, ponieważ był w tym czasie na wakacjach za granicą. Michał Kwiatkowski zaśpiewał utwory "Tata Dilera" i "Kalifornia ponad wszystko", następnie zespół zagrał "Przy słowie" z gościnnym udziałem perkusisty Luxtorpedy, Tomasza Krzyżaniaka jako wokalisty.

## Muzycy
| Ostatni skład zespołu - Adam „Burza” Burzyński – gitara (1991–2004, 2009–2015, 2016, 2018) - Robert „Litza” Friedrich – gitara, wokal wspierający (1994–2000, 2009–2015, 2016, 2018) - Tomasz Goehs – perkusja (1994–2004, 2009–2015, 2016, 2018) - Michał „Kwiatek” Kwiatkowski – gitara basowa, gitara (1991–2004, 2009–2015, 2016, 2018) - Kazik Staszewski – wokal (1991–2004, 2009–2015, 2016) |  | Byli członkowie zespołu - Olaf Deriglasoff – gitara, sampler (2000–2004) - Kuba Jabłoński – perkusja (1991–1994) |

## Dyskografia
| 1994                           | Na żywo, ale w studio (jako Kazik) - Data: kwiecień 1994 - Wydawca: S.P. Records          | 3 |               |
| 1995                           | Porozumienie ponad podziałami - Data: 24 września 1995 - Wydawca: S.P. Records            | 8 |               |
| 1999                           | Las Maquinas de la Muerte - Data: 12 kwietnia 1999 - Wydawca: S.P. Records                | — |               |
| 2002                           | Występ (album koncertowy) - Data: 21 września 2002 - Wydawca: S.P. Records                | 1 |               |
| 2011                           | Bar La Curva / Plamy na słońcu - Data: 28 listopada 2011 - Wydawca: S.P. Records          | 1 | - złota płyta |
| 2016                           | Ostatni koncert w mieście (album koncertowy) - Data: 20 maja 2016 - Wydawca: S.P. Records | 6 |               |
| „—” pozycja nie była notowana. |                                                                                           |   |               |

| 1997                           | „Andrzej Gołota”            | 11 | 6  |
| 1999                           | „Las Maquinas de la Muerte” | 6  | 8  |
| 1999                           | „W południe”                | 30 | 13 |
| 2011                           | „Polska jest ważna”         | –  | —  |
| „—” pozycja nie była notowana. |                             |    |    |

| 2002                           | „I Am on the Top” | – | 13 |
| 2002                           | „Spalam się”      | – | 12 |
| 2011                           | „Plamy na Słońcu” | 1 | 1  |
| „—” pozycja nie była notowana. |                   |   |    |

| Rok  | Tytuł                      | Utwór              |
| ---- | -------------------------- | ------------------ |
| 1998 | Muzyka Przeciwko Rasizmowi | - „Nie ma litości” |

## Teledyski

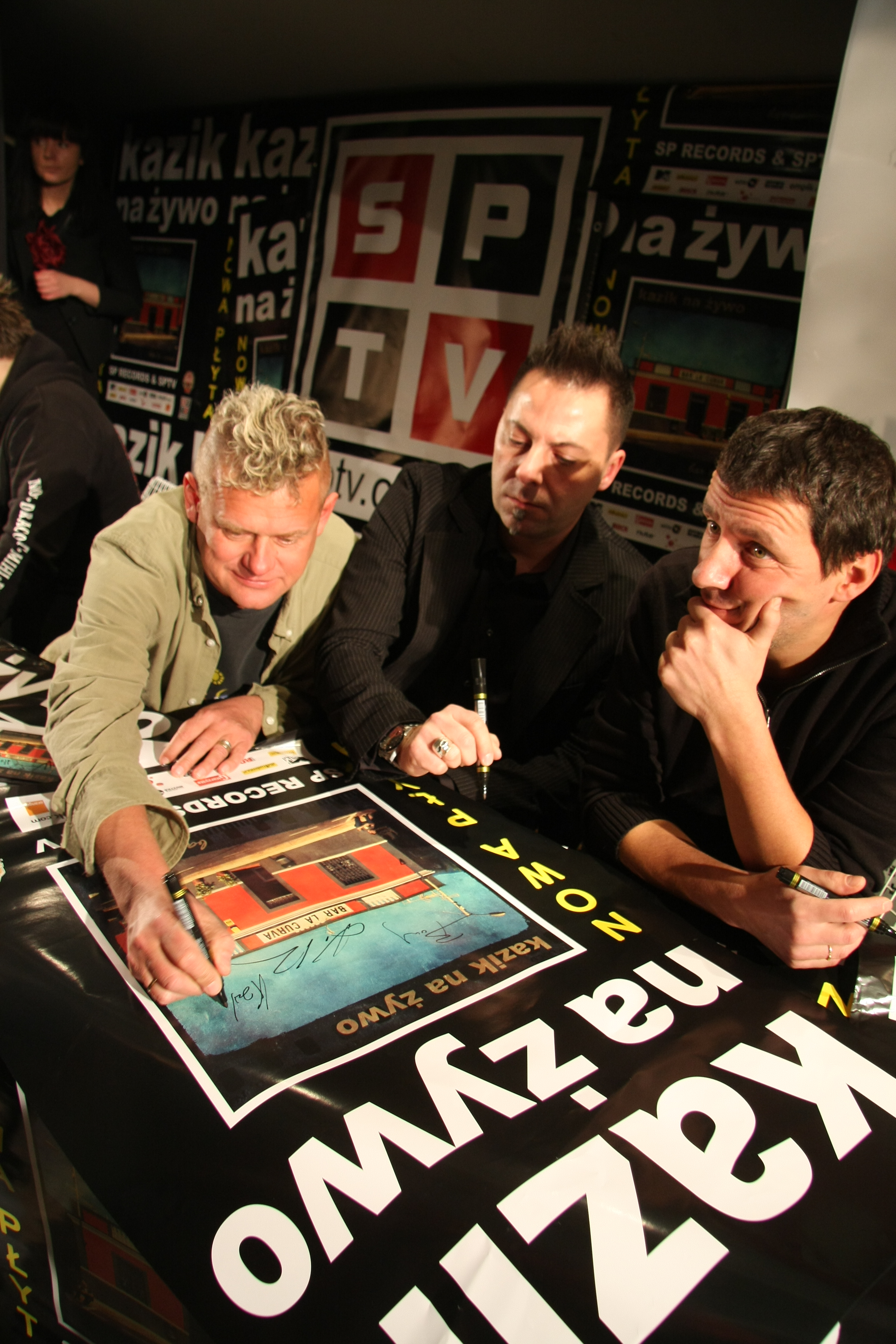
Kazik Staszewski, Adam Burzyński i Michał Kwiatkowski podczas podpisywania płyty Bar La Curva / Plamy na słońcu 5 grudnia 2011

| Rok  | Tytuł                                       | Reżyseria/Realizacja                   | Album                          |
| ---- | ------------------------------------------- | -------------------------------------- | ------------------------------ |
| 1994 | „Celina”                                    | —                                      | Na żywo, ale w studio          |
| 1995 | „Przy słowie”                               | —                                      | Porozumienie ponad podziałami  |
| 1995 | „Tata dilera”                               | —                                      | Porozumienie ponad podziałami  |
| 1999 | „Las Machinas de la Muerte” (vocoderwersja) | —                                      | Las Maquinas de la Muerte      |
| 1999 | „Las Maquinas de la Muerte”                 | —                                      | Las Maquinas de la Muerte      |
| 1999 | „W południe”                                | —                                      | Las Maquinas de la Muerte      |
| 1999 | „Legenda ludowa”                            | —                                      | Las Maquinas de la Muerte      |
| 2002 | „I’m On The Top”                            | Kazik Staszewski, Sławomir Pietrzak    | Występ                         |
| 2002 | „Spalam się”                                | —                                      | Występ                         |
| 2011 | „Plamy na Słońcu”                           | Oczy Ważki                             | Bar La Curva / Plamy na słońcu |
| 2012 | „Polska jest ważna”                         | Sławomir Pietrzak, Arkadiusz Szymański | Bar La Curva / Plamy na słońcu |
| 2016 | „Legenda ludowa”                            | —                                      | Ostatni koncert w mieście      |

## Nagrody i wyróżnienia
| Rok  | Kategoria                                                  | Nagroda  | Uwagi     |
| ---- | ---------------------------------------------------------- | -------- | --------- |
| 1995 | Najlepszy teledysk („Artyści”)                             | Fryderyk | Nagroda   |
| 2000 | Album Roku – Piosenka Poetycka (Las Maquinas de la Muerte) | Fryderyk | Nagroda   |
| 2012 | Album roku rock (Bar La Curva / Plamy na słońcu)           | Fryderyk | Nominacja |